# 北間駅
北間駅（きたまえき）は、石川県金沢市須崎町にある北陸鉄道浅野川線の駅である。駅番号はA09。

## 歴史
- 1925年（大正14年）5月10日：浅野川電気鉄道の北間駅として開業[2]。
- 1945年（昭和20年）10月1日：北陸鉄道が浅野川電気鉄道を合併したことに伴い、同社の浅野川線の駅となる[3]。

## 駅構造
単式ホーム1面1線を有する地上駅。無人駅となっている。

## 利用状況
| 1日乗降人員推移 | 1日乗降人員推移 |
| 年度            | 1日平均人数     |
| --------------- | --------------- |
| 2011年          | 52              |
| 2012年          | 44              |
| 2013年          | 50              |
| 2014年          | 55              |
| 2015年          | 56              |
| 2016年          | 68              |
| 2017年          | 68              |

## 駅周辺
- 金沢市立浅野川小学校
- 浅野川

## 隣の駅
北陸鉄道
■浅野川線
大河端駅 (A08) - 北間駅 (A09) - 蚊爪駅 (A10)